# '03 Bonnie & Clyde
'03 Bonnie & Clyde is een nummer van de Amerikaanse rapper Jay-Z en de Amerikaanse zangeres Beyoncé uit 2003. Het is terug te vinden op Jay-Z's zevende studioalbum The Blueprint 2: The Gift & The Curse, en op Beyoncé's eerste soloalbum Dangerously in Love. Van beide albums was het ook de eerste single.
Met dit nummer was het de eerste keer dat Jay-Z samenwerkte met zijn vrouw Beyoncé, op dat moment nog zijn vriendin. De titel van het nummer verwijst naar de misdaadfilm Bonnie and Clyde. Het nummer bevat een samples uit Me and My Girlfriend van 2Pac, en uit If I Was Your Girlfriend van Prince. Vandaar dat beide artiesten ook op de credits vermeld staan. Zangeres Toni Braxton had "Me and My Girlfriend" ook gesampled in haar nummer Me & My Boyfriend. Braxton beschuldigde Jay-Z en Kanye West, die had meegeschreven aan het nummer, ervan dat zij haar sample gestolen hadden, iets wat beide rappers ontkenden.
"'03 Bonnie & Clyde" werd een grote hit in de westerse wereld. Het bereikte de 4e positie in de Amerikaanse Billboard Hot 100. In de Nederlandse Top 40 bereikte het nummer de 9e positie, en in de Vlaamse Ultratop 50 de 12e.